# California King Bed
California King Bed è un brano musicale della cantante barbadiana Rihanna, pubblicato come quinto singolo internazionale (il sesto per gli Stati Uniti) estratto dal suo quinto album, Loud. Scritto da Priscilla Renea, Alex Delicata, Jermaine Jackson e Andrew Harr, è stato prodotto da questi ultimi due, che formano il team di produzione hip hop The Runners. Dal profilo musicale, California King Bed è una ballad che incorpora alcuni elementi di musica rock.
California King Bed ha raccolto responsi controversi dalla critica musicale, che hanno concentrato le opinioni a proposito della resa vocale di Rihanna. Il brano ha finito col piantarsi al trentasettesimo posto negli Stati Uniti dopo aver fluttuato per diverse settimane nella classifica. Il singolo ha riscontrato un modesto successo a livello internazionale, raggiungendo la numero uno in Polonia e Slovacchia, e le prime cinque posizioni in Australia, Austria, Germania e Nuova Zelanda.
La copertina del singolo è stata mostrata in anteprima il 22 aprile 2011 sul profilo ufficiale Twitter della cantante. Il brano è entrato nelle rotazioni radiofoniche a partire dal 13 maggio 2011.

## Descrizione e pubblicazione
California King Bed si discosta dal punto di vista stilistico dai precedenti estratti da Loud: è una ballata intensa e romantica, molto impegnativa a livello vocale, nel quale il suono della chitarra acustica si alterna a quello dell'elettrica dei ritornelli.
Nei primi del mese di marzo 2011, Rihanna ha dato ai suoi fans la possibilità, tramite Twitter, di scegliere il suo prossimo singolo tra Cheers (Drink to That), Man Down, California King Bed e Fading. Per il brano favorito sarebbe stato girato un video musicale sul finire dello stesso mese. Il 12 marzo 2011 fu annunciato che la scelta dei fans fosse ricaduta su California King Bed.
Il brano è stato eseguito in anteprima da Rihanna il 3 aprile 2011 agli Academy of Country Music Awards e il 14 aprile 2011 ad American Idol. In Italia, è la colonna sonora dello spot pubblicitario di Nivea.

## Accoglienza
Stacey Anderson da Spin ha scritto che "California King Bed è una ballad straziante dedicata alla fine di una relazione, allo stadio di limbo prima dello scontro finale. È così ben pronunciata, infatti, che è dura da ascoltare." Ryan Dombell da Pitchfork Media ha detto che California King Bed è una power ballad in stile I Don't Want to Miss a Thing progettata geneticamente per la colonna sonora di un rom-com della costiera Kate Hudson. L'autore Daniel Brockman da The Phoenix ha recepito il brano come un innocuo soft jam. Andy Gill del The Independent ha letto il brano come una grande power ballad che scioglie e contenente la miglior prestazione vocale di Rihanna. Andy Kellman da AllMusic invece l'ha denigrato definendolo un "affaticato piagnone rock".

## Video musicale
Il videoclip di California King Bed è stato diretto da Anthony Mandler che aveva collaborato già precedentemente con Rihanna nei video di Russian Roulette, Wait Your Turn e Only Girl (in the World). Il video è stato girato nel marzo 2011. Viene pubblicato il 9 maggio 2011 su VEVO. La direttrice creativa, Ciarra Pardo, ha fabbricato un letto lungo diciotto piedi.
Il video inizia con la cantante distesa su un prato, mentre indossa solo biancheria intima. Si alternano per qualche secondo inquadrature di tende rosee mosse dal vento, di Rihanna vestita con una lunga veste di pizzo color panna davanti ad un mare piatto e della suddetta scena del prato. Quando inizia la canzone, l'artista è distesa su un grande letto (il California King Bed) vicino al suo partner. Da qui sino alla fine del video appaiono inquadrature di Rihanna con la veste di pizzo mentre la trama principale prosegue. Quando comincia il ritornello, si può notare che la ragazza, dapprima accanto al suo amante, scivola sempre più lontano da lui (ten thousand miles apart). L'artista successivamente si alza dal letto e si appoggia ad una finestra della stanza, per poi uscire da essa con sguardo sofferente, passando per le tende rosee prima citate. All'esterno, Rihanna si appoggia ad un muro e, mentre i colori si spengono per creare una scena in bianco e nero, viene cantato il romantico e drammatico ponte. Terminato il ponte, ritornano i colori e l'artista si butta nel prato, richiamando la scena iniziale. Infine Rihanna torna tra le braccia del partner ed il video si conclude con un oscuramento sul viso della cantante. Rihanna sfodera qui un lato più tenero e romantico e richiama la simbiosi con la natura nel video di Only Girl (in the World), diretto dallo stesso Mandler, acceso dagli stessi colori roventi e avvolgenti.
Il video ha ottenuto la certificazione Vevo.

## Classifiche
Grazie ai forti download digitali, il brano ha debuttato prima della sua pubblicazione ufficiale nella classifica dei singoli più venduti in Australia alla posizione #28 e in Nuova Zelanda alla #17. In Italia ha esordito alla posizione #93.

### Classifiche settimanali
| Classifica (2011)   | Posizione massima |
| ------------------- | ----------------- |
| Australia           | 4                 |
| Austria             | 4                 |
| Belgio (Fiandre)    | 9                 |
| Belgio (Vallonia)   | 26                |
| Canada              | 20                |
| Danimarca           | 30                |
| Francia             | 30                |
| Germania            | 8                 |
| Irlanda             | 11                |
| Italia              | 10                |
| Nuova Zelanda       | 4                 |
| Paesi Bassi         | 19                |
| Polonia             | 1                 |
| Regno Unito         | 8                 |
| Repubblica Ceca     | 3                 |
| Slovacchia          | 1                 |
| Stati Uniti         | 37                |
| Stati Uniti (Pop)   | 18                |
| Stati Uniti (Dance) | 1                 |
| Svezia              | 31                |
| Svizzera            | 10                |
| Ungheria            | 17                |

### Classifiche di fine anno
| Classifica (2011) | Posizione |
| ----------------- | --------- |
| Australia         | 61        |
| Austria           | 49        |
| Belgio (Fiandre)  | 71        |
| Canada            | 90        |
| Germania          | 48        |
| Paesi Bassi       | 80        |
| Svezia            | 100       |
| Svizzera          | 59        |

## Cover
Nel 2013 il duo Paola & Chiara ha realizzato una versione italiana del brano intitolata Che mi importa di te, inserita nell'album Giungla.